# Bedford Cays
Bedford Cays är öar i Belize. De ligger i distriktet Toledo, i den södra delen av landet, 110 kilometer söder om huvudstaden Belmopan.